# Jean-Paul Krassinsky
 (octobre 2018).
Si vous disposez d'ouvrages ou d'articles de référence ou si vous connaissez des sites web de qualité traitant du thème abordé ici, merci de compléter l'article en donnant les références utiles à sa vérifiabilité et en les liant à la section « Notes et références ».
Jean-Paul Krassinsky Jean-Paul Krassinsky est un dessinateur et scénariste de bandes dessinées français, né en 1972 à Tegernsee (RFA).

## Biographie
Il suit des études d’art à la Sorbonne de 1990 à 1992, puis étudie la communication à l’école Estienne jusqu’en 1994.
Il débute comme illustrateur pour des jeux de rôle, des couvertures de romans, puis travaille comme story-boarder pour des agences de publicité avant de venir à la bande dessinée au début des années 2000. Aujourd’hui, Krassinsky vit et travaille à Paris.
Il multiplie les collaborations avec des artistes de tous horizons, comme David Calvo, Maïa Mazaurette ou Julien Delval. Il a également publié de nombreux albums BD chez divers éditeurs tels que Casterman, Dargaud ou Glénat. Il est l’auteur de plusieurs livres jeunesse.
Il livre des albums atypiques qui vont de la satire sociale à la fable poétique. Il réalise “Le Crépuscule des Idiots” publié en 2016 qui aborde la thématique de la crédulité et de la religion au sein d’un clan de macaques.
En 2019, “La Fin du Monde en Trinquant” voit le jour : en Russie, sous le règne de Catherine II, un cochon brillant nommé Nikita Petrovitch, génie de l’astronomie, prend sous son aile Ivan Polansky, un chien fou. Ce duo mal assorti va décider de s’associer… avant de se faire kidnapper. Le récit évolue vers la comédie ; le fait d’utiliser des animaux pour incarner des personnages humains permet à Krassinsky de raconter des scènes parfois d’une grande dureté, tout en adoucissant ses propos.

## Œuvres
Note : Sauf mention contraire, le scénariste est Krassinsky lui-même
- Mich et Moch braconnent la roussette (2000)  (ISBN 978-2913825031)
- Kaarib
  - La dernière vague (2001), scénario de David Calvo  (ISBN 2-205-05055-9)[1]
  - Les palmiers noirs (2003), scénario de David Calvo  (ISBN 2-205-05310-8)
  - Pièces de huit (2004), scénario de Sabrina David Calvo  (ISBN 2-205-05520-8)
- AK
  - Misère (2004), coscénario de David Calvo et Laetitia Schwendimann  (ISBN 2-914203-51-9)
  - Maladie (2006), coscénario de David Calvo et Laetitia Schwendimann  (ISBN 2-351-00139-7)
- Pilou Park
  - L'œuf à la con (2006), co-scénario de Laetitia Schwendimann  (ISBN 978-2351000519)
  - Un pigeon dans le nez (2006), co-scénario de Laetitia Schwendimann  (ISBN 978-2351000526)

- Les Cœurs boudinés, Dargaud

1. Cinq histoires sucrées-salées de femmes (et d'hommes) à croquer… (2005)  (ISBN 2-205-05588-7)
2. Trois récits croustillants de femmes (et d'hommes) à savourer (2006)  (ISBN 2-205-05786-3)
3. Des canards et des hommes (2008)  (ISBN 978-2-205-06029-4)

- Le Miam de Moute (2005)  (ISBN 978-2351000335)
- Le Singe qui aimait les fleurs (2007)  (ISBN 978-2205-05950-2)
- Courgette s'ennuie, dessins de Caro (2008)  (ISBN 978-2351004166)
- Génial, dessins de Michelle, éd. 12 bis, 2009
- Toutoute première fois, 2009

- Les Fables de la Poubelle, collection Poisson Pilote, Dargaud

1. Volume 1, 2010
2. Volume 2, 2010

- La Saga des Brumes, scénario de Marc Védrines et Jean-Paul Krassinsky, dessins de Marc Védrines, Glénat, collection 1000 Feuilles, 2011  (ISBN 9782723474269)

- Sale Bête, scénario de Maïa Mazaurette, Dupuis

1. Hamster Drame, 2012
2. On ira tous au charadis, 2013

- Les Petits Soldats, dessins et couleur de Julien Delval, éd. Glénat / Vents d'Ouest , 2011 et 2012

- Le Crépuscule des idiots, Casterman, 2016  (ISBN 9782203089532)
- La fin du monde en trinquant, Casterman, 2019  (ISBN 9782203161610)
- De pierre et d'os, collection Aire Libre/Dupuis, 2025, d'après le roman éponyme de Bérengère Cournut, Le Tripode, 2019.